# تشارلز مان (كاتب أغاني)
تشارلز مان (بالإنجليزية: Charles M. Mann)‏ هو كاتب أغاني أمريكي، ولد في 29 ديسمبر 1949، وتوفي في 1991.

## وصلات خارجية
- تشارلز مان على موقع IMDb (الإنجليزية)
- تشارلز مان على موقع ميوزك برينز (الإنجليزية)
- تشارلز مان على موقع أول ميوزيك (الإنجليزية)
- تشارلز مان على موقع ديسكوغز (الإنجليزية)